# Zekap Gospel
Zekap Gospel foi uma gravadora de música cristã brasileira com sede no Rio de Janeiro.  
Teve considerável notoriedade no mercado fonográfico cristão brasileiro no início dos anos 2000.
Em 2010, a gravadora Graça Music fecha um contrato de distribuição e relançamento de alguns produtos do catálogo da Zekap que já não estavam mais disponíveis no mercado fonográfico.
No ano de 2012 foi absorvida pela Sony Music, encerrando assim suas atividades.

## Artistas que já fizeram parte do cast da gravadora
- Aline Santana
- Bianca Mello
- Banda Tempus
- Dennis Cabral
- Elaine Castro
- Eliane Silva
- Jorginho de Xerém
- Luciano Manga
- Giselle di Mene
- Josely Ramos
- Kellen
- Khorus
- Melissa
- Ministério Unção de Deus
- Pamela
- Pr.Robero Marinho
- Rose Nascimento
- Sérgio Lopes
- Val Martins
- Wando Nascimento